# Федеральное министерство Германии по делам перемещённых лиц, беженцев и жертв войны
Федеральное министерство по делам перемещённых лиц, беженцев и жертв войны (нем. Bundesministerium für Vertriebene, Flüchtlinge und Kriegsgeschädigte), BMVt — министерство в Федеративной Республике Германия, существовавшее в 1949—1969 годы и занимавшееся вопросами интеграции беженцев и перемещённых лиц, а также помощи жертвам войны. В первые пять лет носило название Федерального министерства по делам перемещённых лиц (нем. Bundesministerium für Angelegenheiten der Vertriebenen). В 1969 году министерство было расформировано, а его функции переложены на другие министерства. В частности, вопросы приёма немецких переселенцев из Восточной Европы и СССР перешли под контроль Федерального административного ведомства ФРГ.
До образования Федеративной Республики Германии на территории трёх западных (американской, британской и французской) зон оккупации за приём и интеграцию беженцев и жертв войны несли ответственность правительства отдельных земель. С образованием ФРГ для лучшей координации этой работы было создано специальное министерство. Первым министром был назначен Ганс Лукашек, руководивший министерством до 1953 года. Под руководством министерства в ФРГ были приняты два важнейших закона, заложивших основу для дальнейшей работы министерства — закон о компенсациях жертвам войны (нем. Gesetz über den Lastenausgleich, 1952) и закон о делах перемещённых лиц и беженцев (1953).
Министерству было также поручено изучение и научная обработка многотомной документации изгнания немцев из Восточной Европы после Второй мировой войны. С этой целью была создана специальная научная комиссия во главе с Теодором Шидером.